# یورگن سامر
یورگن سامر (انگلیسی: Juergen Sommer؛ زادهٔ ۲۷ فوریهٔ ۱۹۶۹) بازیکن سابق و مربی فوتبال اهل ایالات متحده آمریکا است.
از باشگاه‌هایی که در آن بازی کرده‌است می‌توان به باشگاه فوتبال تورکی یونایتد، باشگاه فوتبال برایتون اند هوو آلبیون، باشگاه فوتبال لوتون تاون، باشگاه فوتبال کویینز پارک رنجرز، باشگاه فوتبال کلمبوس کرو، باشگاه فوتبال نیوانگلند رولوشن، باشگاه فوتبال کترینگ تاون، و باشگاه فوتبال بولتون واندررز اشاره کرد.
وی همچنین در تیم ملی فوتبال ایالات متحده آمریکا بازی کرده‌است.